# Argiagrion leoninum
Argiagrion leoninum là một loài chuồn chuồn kim thuộc họ Coenagrionidae. Đây là loài đặc hữu của Sierra Leone. Nó là loài duy nhất được tìm thấy có 1 mẫu nêu vẫn trong tình trạng nghi ngờ.